# Reducción de la pobreza

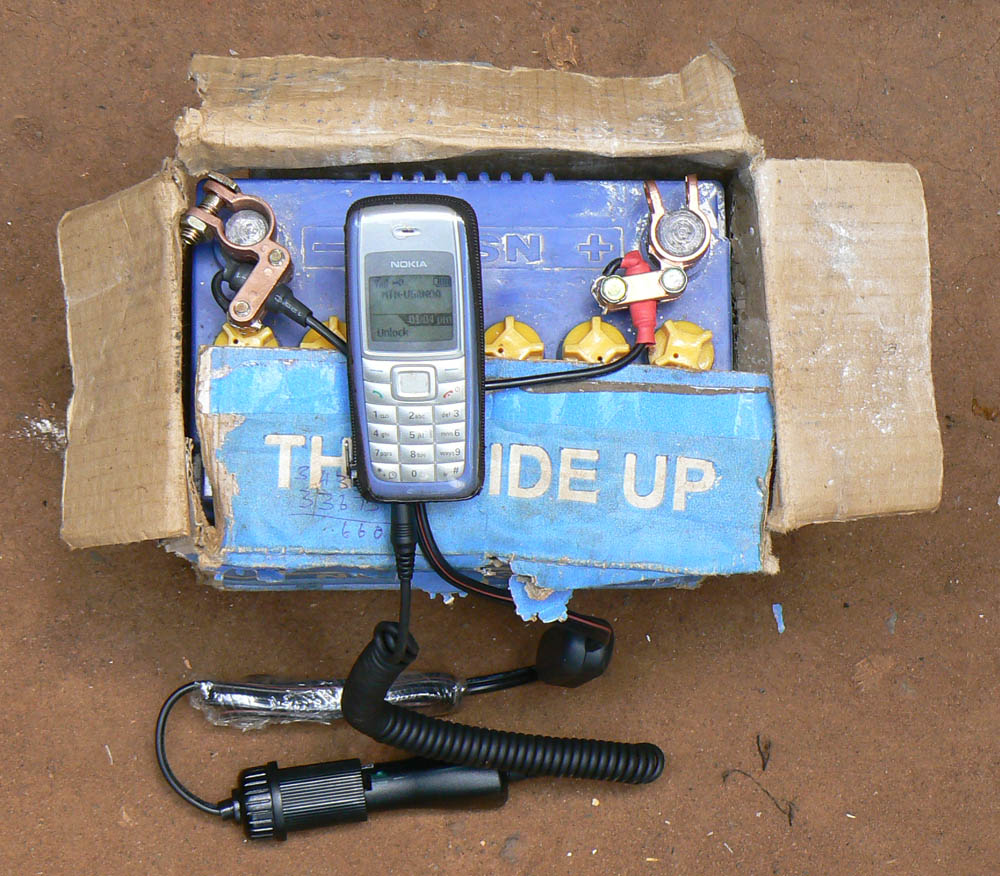
Las tecnologías de la información y las comunicaciones ayudan a luchar contra la pobreza. La imagen muestra un teléfono móvil cargándose de una batería de automóvil en Uganda.

Gráfico de la población mundial que vive diariamente con menos de 1, 1.25 y 2 dólares de EE. UU. de 2005 equivalentes (rojo) y como proporción de población mundial (azul) de 1981 a 2008. Basado en datos del Banco Mundial.

La reducción de la pobreza es el conjunto de medidas económicas y humanitarias que pretenden sacar permanentemente a personas de la pobreza.

## Introducción
Medidas de reducción de la pobreza, como las promovidas por Henry George en su clásico económico Pobreza y progreso, son las que sacan, o intentan sacar, a los pobres de esa situación, permitiéndoles crear riqueza por sí mismos para terminar permanentemente con la situación de pobreza. Varios economistas del movimiento georgista proponen medidas como el impuesto sobre el valor de la tierra para favorecer el acceso de todos al mundo natural. La pobreza ocurre en países en desarrollo y países desarrollados. Aunque la pobreza está mucho más extendida en países en desarrollo, ambos tipos de países emprenden medidas de reducción de la pobreza.
La pobreza ha sido históricamente aceptada en algunas partes del mundo como inevitable, porque las economías no industralizadas producían muy poco y esa producción también crecía muy poco, mientras que sus poblaciones aumentaban casi a la misma velocidad, haciendo la riqueza escasa. Geoffrey Parker escribió que «En Antwerp y Lyon, dos de las ciudades más grandes en Europa occidental, hacia 1600, tres cuartas partes de la población total eran demasiado pobres para pagar impuestos, y por tanto probablemente necesitaban socorro en tiempo de crisis». La reducción de pobreza, o alivio de la pobreza que se ha producido en el mundo desde 1950, ha sido en gran parte debida al crecimiento económico. Las escaseces alimentarias eran comunes antes de la tecnología agrícola moderna, y hoy lo son en sitios que carecen de esta tecnología (abonos nitrogenados, pesticidas y métodos de riego). La revolución industrial llevó a un crecimiento económico alto, eliminando la pobreza masiva en el que es ahora considerado el mundo desarrollado. El PIB mundial per cápita se quintuplicó durante el siglo XX. En 1820, el 75 % de la humanidad vivía con menos de un dólar al día, mientras en 2001, solo aproximadamente el 20 %.
Hoy día el desarrollo económico continuado está limitado por la falta de materias primas (entre ellas el agua), el calentamiento global que impide aprovechar otras (por ejemplo el carbón), la contaminación, las enfermedades, la corrupción, los conflictos armados, la inseguridad, el rechazo de los inversores hacia determinados sectores o países y la falta de formación de los posibles trabajadores, entre otros factores. Algunos economistas liberales opinan que también está limitado por la carencia de libertades económicas. Para ellos, la liberalización económica, (que, sostienen, consigue un mejor funcionamiento de la economía) requiere extender los derechos de propiedad a los pobres, especialmente propiedad sobre tierras. Los servicios financieros, notablemente el ahorro, pueden hacerse accesibles a los pobres a través de la tecnología, como la banca móvil. Las instituciones ineficaces, la corrupción y la inestabilidad política también pueden desalentar la inversión. La ayuda al desarrollo y la intervención del Estado en salud, educación e infraestructura promueven el crecimiento al incrementar el capital humano y el capital físico.
El alivio de la pobreza también implica mejorar las condiciones de vida de personas que ya son pobres. La ayuda al desarrollo, particularmente en áreas médicas y científicas, es esencial para proporcionar vidas mejores, como la Revolución Verde y la erradicación de viruela. Los problemas actuales con la ayuda al desarrollo incluyen la alta proporción de ayuda ligada, que obliga a las naciones receptoras a comprar productos provenientes solo de los países donantes, a menudo más caros. No obstante, algunos creen (Peter Cantante en su libro La vida que puedes salvar) que pequeños cambios en la manera de vivir de las poblaciones ricas podrían solucionar la pobreza mundial.

## Liberalización económica
Los economistas liberales consideran que extender a los pobres la protección de derechos de propiedad es una de las estrategias de reducción de la pobreza que una nación puede poner en práctica. Asegurar los derechos de propiedad de la tierra, el bien económico de mayor valor en muchas sociedades, es vital para su libertad económica. El Banco Mundial concluye que incrementar los derechos sobre la tierra es ‘la clave para reducir la pobreza', citando que estos derechos aumentan grandemente la riqueza de las personas pobres, doblándola en algunos casos. Se estima que el reconocimiento estatal de las propiedades de los pobre les daría activos de valor equivalente a toda la ayuda al desarrollo desde 1945. A pesar de que los enfoques variaban, el Banco Mundial dijo que los asuntos claves eran la seguridad de la posesión y que las transacciones de tierra tuvieran un coste reducido. En China e India las reducciones constatadas en la pobreza en décadas recientes han ocurrido mayoritariamente a raíz del abandono de agricultura colectiva en China y la reducción de la burocracia en India.
Las empresas nuevas y la inversión extranjera pueden ser ahuyentadas por instituciones ineficaces, corrupción, débil imperio de la ley y cargas burocráticas excesivas. Abrir un negocio en Canadá lleva dos días, dos procedimientos burocráticos, y cuesta 280 $, mientras que, para lo mismo, un empresario en Bolivia tiene que pagar 2696 $ en costes, esperar ochenta y dos días laborables, y pasar por veinte procedimientos. Tales barreras costosas favorecen a las empresas grandes en detrimento de las empresas pequeñas, donde se crea la mayoría de los empleos. En India, antes de las reformas económicas, las empresas tenían que sobornar a los funcionarios incluso para actividades rutinarias, lo cual suponía un impuesto suplementario sobre ellas.
Sin embargo, acabar con el respaldo del Estado a programas sociales, que es a veces defendido como principio de mercado libre, puede acarrear consecuencias trágicas. Por ejemplo, el Banco Mundial presiona a las naciones pobres para eliminar los subsidios a los abonos, que muchos labradores no pueden pagar a precios de mercado. La reconfiguración del gasto público en los países de la antigua Unión Soviética durante su transición a una economía de mercado implicó la reducción del gasto en salud y educación, lo que incrementó bruscamente la pobreza.
Se considera que, en general, una auténtica liberalización del comercio aumenta el superávit total de las naciones que intercambian productos, servicios y capitales. Las remesas enviadas a países pobres, como India, son a veces mayores que la inversión extranjera directa y las remesas totales son más del doble que la ayuda al desarrollo proveniente de los países de la OCDE. La exportación y la inversión extranjera han sido el combustible del rápido crecimiento de algunas naciones asiáticas. Sin embargo, la regulación del comercio es a menudo injusta cuando bloquea a los países pobres el acceso a los mercados de naciones más ricas mercados y prohíbe que las naciones más pobres apoyen a sus industrias. Los productos procesados de naciones más pobres, en contraste con las materias primas, sufren aranceles mucho más altos en los puertos de los países ricos. Un estudio de la Universidad de Toronto halló que la bajada de estos aranceles para miles de productos de origen africano, a causa de la Ley de crecimiento y oportunidad africanos, fue directamente responsable de un aumento «sorprendentemente grande» en importaciones de África. Los acuerdos a veces pueden ser negociados para favorecer al país en desarrollo, como en China, donde las leyes obligan a las multinacionales extranjeras a entrenar sus futuros competidores chinos en industrias estratégicas, lo que a largo plazo hace a estas multinacionales innecesarias. En Tailandia, la regla del 51 por ciento obliga a las multinacionales que empiezan las operaciones en Tailandia a constituir una asociación empresarial (joint-venture) con una compañía tailandesa y darle este porcentaje de control.

## Capital, infraestructura y tecnología

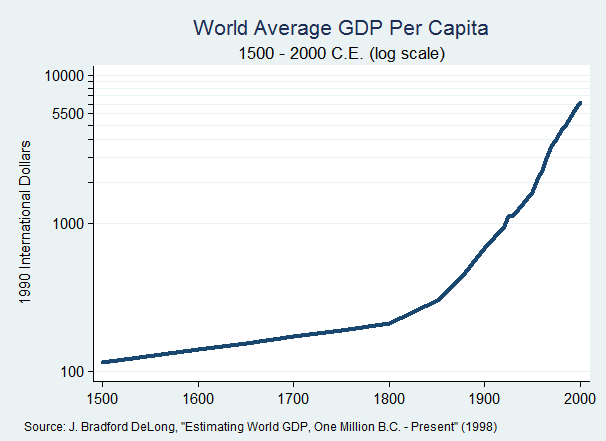
PIB mundial per cápita (escala logarítmica)

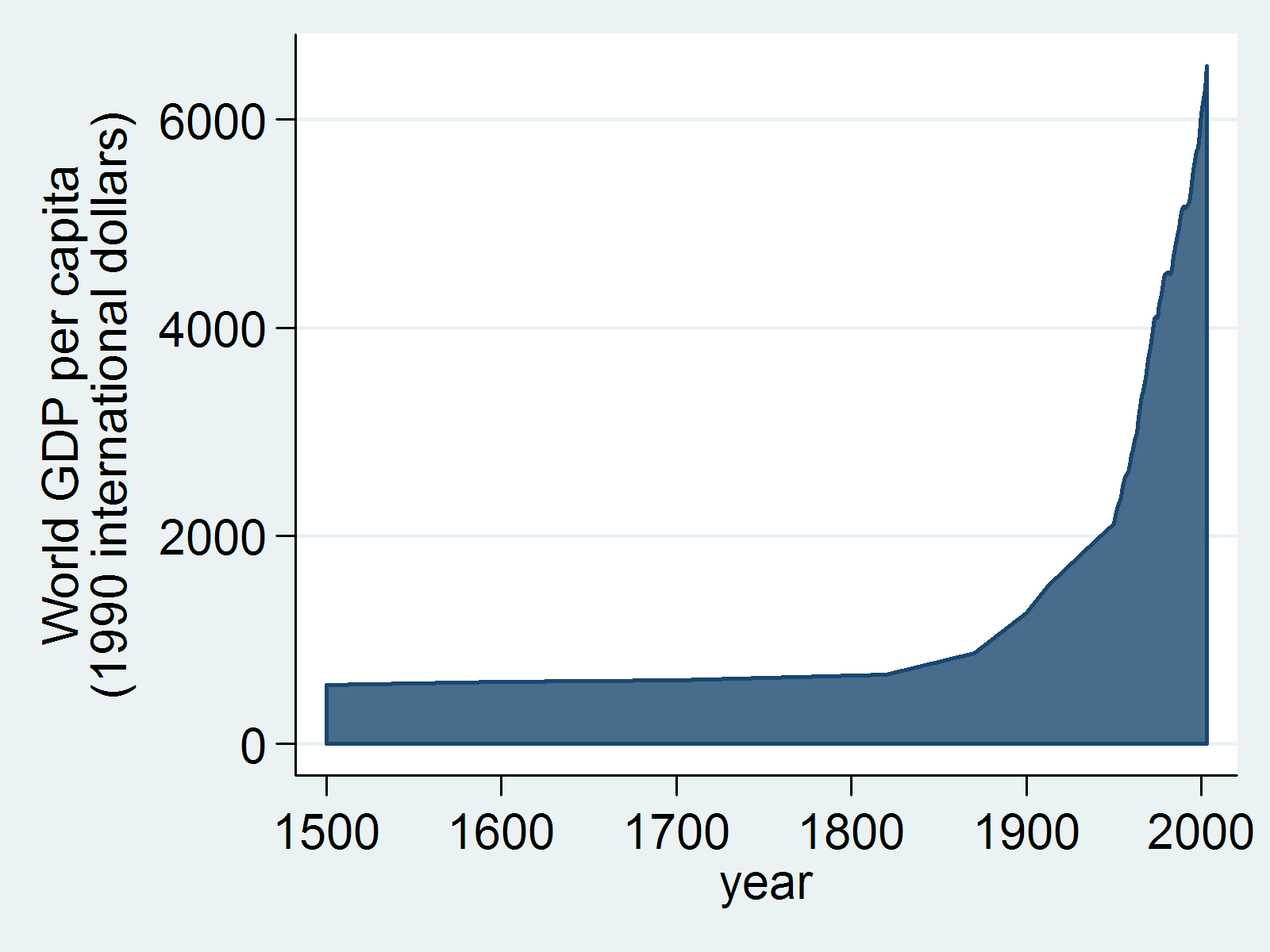
PIB mundial per cápita

El crecimiento económico corrido por persona a largo plazo se consigue a través de aumentos en los capitales humano y físico (incrementando así la productividad), y a través de la mejora tecnológica. Se necesita mejorar el capital humano, en la forma de salud (y también en la forma de educación) para producir crecimiento económico. Los países no necesitan riqueza para aumentar la salud. Por ejemplo, Sri Lanka tenía un índice de mortalidad maternal del 2 % en la década de 1930, más alto que cualquier nación hoy. Lo redujo a 0.5-0.6 % en la década de 1950 y hoy es 0.6 %. Sin embargo, cada año gasta menos en salud maternal porque ha aprendido qué funciona y qué no. Los datos coste-beneficio de las intervenciones en salud pueden ser difíciles de obtener, pero sí que están disponibles medidas educativas para difundir lo que funciona, como el proyecto de prioridades de control de enfermedades. Promover el lavado de manos es una de las medidas sanitarias con mejor relación coste-beneficio y puede reducir a la mitad las muertes por las muy prevalentes enfermedades infantiles de diarrea y neumonía.
El capital humano en forma de educación es un factor de crecimiento económico todavía más importante que el capital físico. Desparasitar intestinalmente a los niños cuesta aproximadamente cincuenta céntimos por niño cada año y reduce el absentismo escolar por anemia, enfermedad y desnutrición. Pero solo cuesta la cuarta parte de aumentar la asistencia a clase construyendo escuelas.
Los economistas de ONU argumentan que buenas infraestructura, como carreteras y redes de información, ayuda a que funcionen las reformas del mercado. China sostiene que está invirtiendo en ferrocarriles, carreteras, puertos y teléfonos rurales en países africanos como parte de su fórmula para el desarrollo económico. Fue la tecnología de la máquina de vapor la que originariamente empezó las disminuciones drásticas en los niveles de pobreza. La tecnología del teléfono móvil lleva el mercado a zonas pobres o rurales. Con la información necesaria, los labradores de lugares aislados pueden producir los cultivos concretos que se venderán al mejor precio.
El móvil también fomenta la libertad económica al hacer los servicios financieros accesibles a los pobres, que conceden importancia primordial a tener un sitio seguro para ahorrar dinero, mucha más que a recibir préstamos. Asimismo, una gran parte de los microcréditos se gastan en productos que habitualmente serían pagados a través de una cuenta bancaria. La banca móvil aborda el problema de excesiva reglamentación y costoso mantenimiento de las cuentas bancarias. Los servicios financieros móviles en los países en desarrollo, por delante de los desarrollados, podría valer cinco mil millones de dólares en 2012. Por ejemplo, Safaricom M-Pesa lanzó uno de los primeros sistemas donde una red de agentes, mayoritariamente tenderos (en vez de sucursales bancarias) tomaba depósitos en efectivo y los trasladaba a cuentas virtuales en los teléfonos móviles de los clientes. Se pueden hacer transferencias entre móviles, o retornar a efectivo lo trasladado a cuenta virtual con una pequeña comisión. Esto convierte en más seguras las remesas.

## Empleo y productividad
El crecimiento económico tiene el potencial indirecto de aliviar la pobreza, como resultado de los incrementos simultáneos en las oportunidades de empleo y en la productividad del factor trabajo. Un estudio de investigadores del Overseas Development Institute (ODI) (en castellano: Instituto de Desarrollo de Ultramar) de veinticuatro países que experimentaron crecimiento halló que en dieciocho casos la pobreza se redujo. Sin embargo, tener un empleo no garantiza escapar de la pobreza: la Organización Internacional del Trabajo (OIT) estima que hasta el 40 % de los trabajadores son pobres, porque no ganan lo bastante como para mantener a sus familias por encima de la línea de pobreza de dos dólares diarios. Por ejemplo, en la India la mayoría de los pobres crónicos son asalariados de la economía informal, porque sus trabajos son inseguros, mal pagados y no no les ofrecen oportunidad de acumular riqueza para evitar riesgos. Esto parece ser el resultado de una relación negativa entre creación de empleo e incremento de la productividad, cuando para reducir la pobreza se necesita que el empleo y la productividad aumenten simultáneamente. De acuerdo con el Instituto de Investigación Social de las Naciones Unidas (UNRISD por sus siglas en inglés) aumentar la productividad del trabajo parece tener un impacto negativo en la creación de empleo: en la década de 1960, un 1 % de incremento en la producción por trabajador se asociaba a una reducción del 0.07 % en la creación de empleo. Para la primera década del siglo XXI el mismo incremento de productividad implica una reducción del 0.54 % en la creación de empleo.
Los aumentos del empleo sin aumentos en la productividad llevan a un crecimiento del número de «trabajadores pobres», por lo que algunos expertos promueven ahora la creación de «calidad» y no «cantidad» en las políticas sobre el mercado de trabajo. Este enfoque resalta cómo una mayor productividad ha contribuido a reducir la pobreza en Asia oriental, pero el impacto negativo empieza a mostrarse. En Vietnam, por ejemplo, se ha frenado el crecimiento del empleo, mientras que la productividad ha continuado creciendo. Además los incrementos de la productividad no siempre conducen a incrementos salariales, como puede verse en Estados Unidos, donde la brecha entre productividad y salarios se ha estado ampliando desde la década de 1980. El estudio de ODI mostró que otros sectores eran tan importantes para reducir el desempleo como la industria. El sector servicios es de lo más eficaz en la traslación del crecimiento de la productividad al crecimiento del empleo. La agricultura proporciona una red de seguridad para el empleo y un tampón cuando otros sectores experimentan dificultades. Este estudio sugiere una comprensión más matizada de las relaciones entre crecimiento económico, calidad de vida y reducción de la pobreza.

### Ayuda a los agricultores
Aumentar los ingresos de las explotaciones agrícolas se considera el núcleo de los esfuerzos antipobreza, porque tres cuartas partes de los pobres actuales son agricultores. Las estimaciones muestran que el crecimiento en la productividad agrícola de los pequeños granjeros es, en promedio, al menos dos veces más eficaz en beneficiar a la mitad más pobre de la población de un país que el crecimiento generado en sectores no agrícolas. Por ejemplo, un estudio de 2012 sugirió que nuevas variedades de garbanzos podían beneficiar a los granjeros etíopes en el futuro. Dicho estudio valoró el potencial económico y el impacto sobre la pobreza de 11 variedades mejoradas de garbanzos, suministradas por la organización nacional de investigación agrícola etíope en colaboración con el Instituto Internacional para la Investigación de Cosechas en los Trópicos Semiáridos (ICRISAT por sus siglas en inglés). Los investigadores estimaron que usar las nuevas variedades produciría un beneficio total de ciento once millones de dólares en treinta años, del que los consumidores recibirían el 39 % y los productores, el 61 %. Estos investigadores esperaban que el beneficio generado sacara de la pobreza a setecientas mil personas (tanto productores como consumidores). Los autores concluyeron que las inversiones suplementarias en investigar los garbanzos y otras legumbres en Etiopía estaban justificadas como medio para aliviar la pobreza.
Mejorar la gestión del agua es otro sistema eficaz para reducir la pobreza de los agricultores. Con una mejor gestión pueden mejorar la productividad y dejar atrás la agricultura de subsistencia. Entre 1961 y 2002 la superficie de regadío casi se dobló, porque los gobiernos intentaron alcanzar la seguridad alimentaria, mejorar el bienestar y generar crecimiento económico. En el sudeste asiático la producción de cereal subió el 137 % de 1970 a 2007. Esto se consiguió con solo el 3 % más de tierra.
El Instituto Internacional para la Gestión del Agua (IWMI por sus siglas en inglés) en Colombo, Sri Lanka, se propone mejorar la gestión del agua y la tierra en beneficio de la alimentación, la población y el medio ambiente. Un proyecto en el que trabajan sus científicos demuestra el impacto que mejorar la gestión del agua puede tener en la agricultura. El estudio, financiado por el Banco Japonés de Cooperación Internacional, primero actualizó en 1997 el sistema de irrigación de la margen izquierda del río Walawe, Sri Lanka. En 2005 el regadío se extendió a un área mayor. En 2007 y 2008 se analizó toda el área, encontrándose que el acceso al riego daba a las familias la oportunidad de diversificar sus actividades diarias y potencialmente incrementar sus ingresos. Por ejemplo, la gente poseedora de tierras podía cultivar fiablemente arroz o verduras en vez de trabajar como jornaleros o confiar en la lluvia para regar sus cosechas. Los que no poseían tierras podían beneficiarse trabajando en las nuevas pesquerías tierra adentro. En 2002 el 57 % de los hogares de la zona estaban por debajo de la línea de la pobreza. Cinco años más tarde esta proporción se había reducido al 43 %.

### Creando oportunidades para la autosuficiencia
Dar acceso a oportunidades de empleo es casi tan importante como incrementar el ingreso y el acceso a las necesidades básicas. El activista antipobreza Paul Polak ha basado su carrera en crear empresas que, a la vez, emplean a pobres y fabrican bienes «radicalmente» baratos. En su libro Salir de la pobreza, argumenta que las estrategias tradicionales de erradicación de la pobreza han sido erradas y no han abordado los problemas subyacentes. Enumera «tres grandes mitos de la erradicación de la pobreza»: que donando podemos sacar de ella a la gente, que el crecimiento económico de un país acabará por sí solo con la pobreza en él, y que las grandes empresas, operando como hasta ahora, terminarán con la pobreza. Los modelos económicos que favorecen el crecimiento nacional y a las grandes empresas no llevan necesariamente a mayores oportunidades para la autosuficiencia. Sin embargo, las empresas diseñadas con un objetivo social, como bancos de microfinanzas, pueden marcar la diferencia.

## Crecimiento e intervención estatal: perspectiva comparada de China, India y Brasil
Un artículo de investigación del Banco Mundial, «Perspectiva comparada de la reducción de la pobreza en Brasil, China e India», examinaba las estrategias de las tres naciones y sus relativos éxitos y retos. Durante sus períodos de reforma, las tres habían reducido sus índices de pobreza, pero mediante diferentes combinaciones de enfoques. El informe utilizaba una línea de pobreza común de 1.29 $ por persona y día, con paridad de poder de compra para el consumo en 2008. Midiendo de esta manera y evaluando el período entre 1981 y 2005, el índice de pobreza en China cayó del 84 al 18 %; en la India, del 80 al 42 %; y en Brasil, del 17 al 8 %. El informe esboza un sistema de valoración global de los países en dos dimensiones básicas: un crecimiento que favorece a los pobres y políticas antipobreza. «China obtiene buenas valoraciones en este crecimiento, pero ni Brasil ni la India lo hacen; en el caso de Brasil, por falta de crecimiento, y en el de la India, por la falta de un crecimiento que reduzca la pobreza. Brasil obtiene buenas valoraciones en el lado de las políticas sociales, pero no ocurre así con China e India. En el caso de China ha sido lenta la puesta en práctica de nuevas políticas sociales más relevantes para la nueva economía de mercado (pese a ventajas históricas en esta área, heredadas del régimen anterior). En el caso de la India los mayores problemas residen en que de las políticas antipobreza se benefician más los no pobres que los realmente pobres, y en la débil capacidad del Estado para suministrar mejores servicios públicos.»

## Ayudas

### Ayudas del estado del bienestar
La forma más simple en que un estado del bienestar puede luchar contra la pobreza es a través de una renta básica: a todos los ciudadanos, incondicionalmente, sean pobres o no, se les da dinero periódicamente. En proyectos piloto en Namibia, donde un programa de este tipo paga solo trece dólares al mes, la gente fue capaz de pagar tarifas de enseñanza, elevando la proporción de niños que asisten a la escuela al 92 %. Los índices de desnutrición infantil cayeron del 42 al 10 % y la actividad económica creció el 10 %. La ayuda también puede ser condicional, si se cumplen determinados requisitos. Las transferencias monetarias condicionadas están ampliamente acreditadas como programas antipobreza exitosos. Las condiciones pueden ser que los niños vayan a la escuela o recibir vacunación. En México, por ejemplo, el país con un mayor programa de este tipo, el absentismo escolar de alumnado entre los dieciséis y diecinueve años cayó al 20 % y la estatura de la población infantil creció 1.25 cm, lo que es indicio de una mejor nutrición. Los temores iniciales que el programa animaría a las familias a quedarse en casa en vez de trabajar se han demostrado sin fundamento. Al contrario: hay menos excusas para el comportamiento negligente como, por ejemplo, dejar que los niños mendiguen en la calle en vez de ir a la escuela, ya que eso podría resultar en que la familia del niño fuera excluida del programa.
El estado del bienestar tiene un efecto en la reducción de la pobreza. Los Estados del bienestar actuales, que aseguran oportunidades económicas, independencia personal y seguridad de una manera casi universal son todavía del dominio exclusivo de los países desarrollados. Este estado del bienestar constituye al menos el 20 % de su PIB, si bien en los más generosos, los escandinavos, alcanza el 40 %. Dichos sistemas surgieron a finales del siglo XIX y comienzos del siglo XX, y conocieron su mayor expansión a mediados del siglo XX. Se han mostrado altamente eficaces en la reducción de la pobreza, tanto la relativa como la absoluta, en todos los países de la OCDE de alto ingreso.
El filósofo Thomas Pogge es partidario de recaudar fondos para los pobres mediante algún tipo de dividendo de los recursos mundiales.

### Ayuda al desarrollo
Una gran proporción de la ayuda de los países donantes está «ligada», obligando a que una nación receptora solo pueda comprar con la ayuda productos originados en el país donante. Esto puede ser económicamente dañino. Por ejemplo Eritrea es forzada a gastar el dinero de la ayuda en bienes y servicios extranjeros para construir una red de ferrocarriles, aunque resultaría más barato emplear expertos y recursos locales. El dinero estadounidense para luchar contra el sida requiere gastarse en medicamentos norteamericanos de marca que pueden costar hasta 15 000 $ anuales, mientras que los medicamentos genéricos producidos en otros países solo costarían 350 $ anuales. Solo Noruega, Dinamarca, Holanda y Reino Unido han dejado de ligar su ayuda.
Algunos se oponen a la ayuda al desarrollo cuando ven a dónde va el dinero de las ONG y otros fondos. El dinero tiende a emplearse de manera selectiva para tratar el problema de salud más grave en vez de financiar cuidados básicos de la salud. Esto puede ocurrir porque los aspectos políticos que subyacen en el plan de desarrollo de una fundación pesan más que las razones puramente médicas. Se ordenan las enfermedades por su prevalencia, morbilidad, riesgo de muerte y factibilidad de su control. Por este orden se financian prioritariamente los tratamientos para las enfermedades que causan la mayor mortalidad. Pero una vez curados los pacientes, son nuevamente enviados a las condiciones que causaron la enfermedad. De esta forma, cuando se vuelven a infectar, el dinero y los recursos de la ayuda se malgastan. Esto se vio en la campaña de la Fundación Rockfeller contra la anquilostomiasis, un gusano intestinal. La gente era desparasitada, volvía a las condiciones de las que provenía, y se infectaba de nuevo. Para evitar esto se podría gastar el dinero en enseñar a los ciudadanos de los países en desarrollo educación sanitaria, proporcionarles saneamiento básico y acceso a métodos de prevención e instalaciones médicas. No solo se emplearía mejor el dinero de las ONG, sino que además sería más sostenible. Estos argumentos sugieren que la ayuda de las ONG al desarrollo debería usarse para prevención y determinación de la raíz de los problemas, en vez de para actuar sobre impulsos políticos y para tratar a los que dicen estas ONG que ayudan.
Algunos laboratorios de ideas (think tanks) y ONG argumentan que la ayuda monetaria occidental solo sirve para incrementar la pobreza y la desigualdad, ya porque está condicionada a la puesta en práctica de políticas económicas dañinas en los países receptores, ya porque está ligada y obliga al receptor a importar productos del donante en detrimento de alternativas más baratas. Algunas veces la ayuda exterior es vista como plegada a los intereses del donante más que a los del receptor. Los críticos arguyen también que una porción de la ayuda es robada por gobiernos y funcionarios corruptos, y que unos niveles de ayuda más altos erosionan la calidad de la gobernanza. La política se orienta hacia obtener más ayuda en vez de hacia satisfacer las necesidades de la población. Se han identificado tres problemas del sistema de ayuda más que de la propia ayuda: a) la ayuda se dirige excesivamente a salarios de consultores de los países donantes; b) la ayuda no se reparte adecuadamente, dejando de lado áreas vitales menos publicitadas, como la agricultura; y c) los donantes no se coordinan entre sí, lo que lleva a una plétora de proyectos desconectados en vez de a estrategias unificadas.
Los partidarios de la ayuda argumentan que esos problemas se resolverían con una mejor evaluación de cómo se emplea la ayuda. Las campañas de vacunación infantil contra la polio, la difteria y el sarampión han salvado millones de vidas. La ayuda de ONG puede ser más eficaz que la gubernamental, posiblemente porque llega mejor a los pobres y está más controlada sobre el terreno. Como elemento de comparación el gasto militar anual mundial en 2006 superó el billón de dólares.

### Alivio de la deuda
Una de las propuestas para ayudar a los países pobres que emergió durante el Plan Brady fue el alivio de la deuda (debt relief) o condonación total o parcial, progresiva y condicionada a utilizar los fondos para determinados fines. Puesto que los países en desarrollo habían contraído amplias deudas con bancos y gobiernos de naciones ricas, cuyos intereses superaban a menudo los beneficios de las exportaciones, entonces cancelar parte de esas deudas, o todas, debía permitir a las naciones pobres «salir del agujero». Si los países pobres no tienen que gastar tanto en intereses de la deuda, pueden utilizar el dinero para prioridades que contribuyan a reducir la pobreza, como salud básica y educación. Muchas naciones empezaron a ofrecer servicios como sanidad gratuita (a pesar de que ello sobrecargaba su sistema sanitario) por los ahorros resultantes de estas rondas de condonación en 2005.

## El papel de la educación y la formación como precursores del desarrollo económico

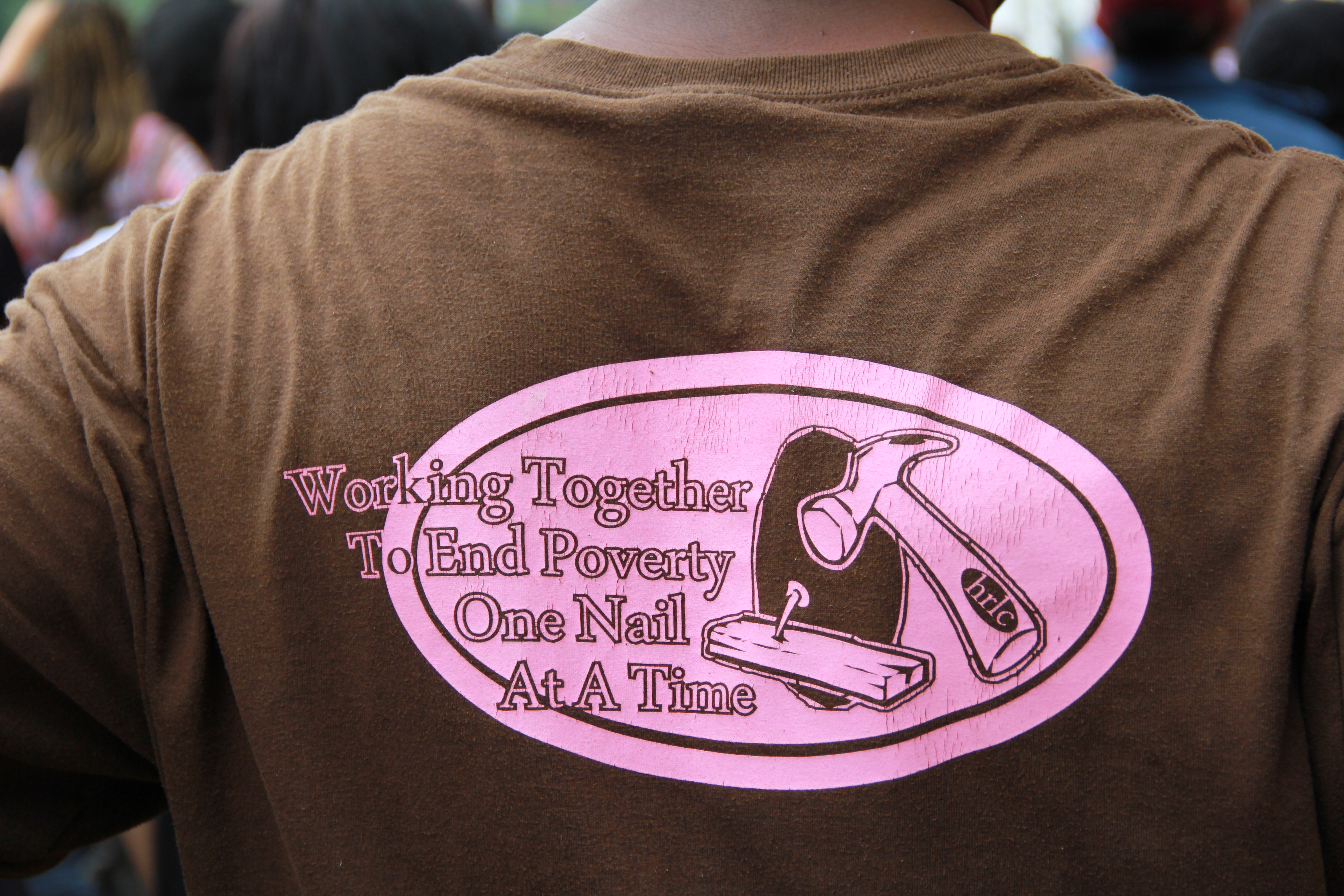
«Trabajando juntos para acabar con la pobreza: un clavo cada vez», camiseta, 50 aniversario de la Marcha sobre Washington por el trabajo y la libertad

La educación pública universal desempeña cierto papel en proporcionar a la juventud habilidades académicas básicas y quizá muchas habilidades comerciales. Los aprendices claramente desarrollan necesitadas habilidades de interés económico. Si cantidades modestas de efectivo y tierra se pueden combinar con modestas habilidades agrícolas en un clima templado, la agricultura de subsistencia puede dar paso a una sociedad levemente rica. Educar a las mujeres propicia que tengan menos hijos -un factor importante en la reducción de la pobreza. Los oficios necesarios para construir y mantener la infraestructura de una sociedad que quiera salir de la pobreza son: albañil, fontanero (plomero), electricista, pocero, agricultor, conductor de camión, entre otros. Sin embargo, muchas economías occidentales desarrolladas se están apartando con fuerza de los aprendizajes esenciales y formación en habilidades que sufragan un claro camino vocacional para salir de la pobreza urbana.

## Microcréditos
Una de las nuevas herramientas más populares para el desarrollo económico y la reducción de la pobreza es el microcrédito, que en 1976 hizo famoso el Banco Grameen de Bangladés. La idea consiste en prestar pequeñas cantidades de dinero a agricultores o aldeas para que puedan comprar los medios que necesiten para aumentar sus ingresos. Una pequeña bomba de agua que solo cuesta cincuenta dólares puede marcar una gran diferencia en una aldea sin sistemas de riego. Un ejemplo es el Banco del Pueblo de Tailandia, que concede créditos de cien a trescientos dólares para ayudar a los granjeros a comprar aperos o semillas, para ayudar a los vendedores callejeros a adquirir la mercancía, o a otros a abrir pequeñas tiendas. Los programas nacionales del Fondo Internacional de Desarrollo Agrícola (FIDA) respaldan operaciones en once provincias pobres de Vietnam. Entre 2002 y 2010 se formaron alrededor de mil grupos de crédito y ahorro, con más de diecisiete mil miembros. Estos grupos incrementaron el acceso al microcrédito para asumir actividades agrícolas a pequeña escala.

## Dar poder a las mujeres
Dar poder a las mujeres se ha convertido recientemente en una significativa área de discusión con respecto a desarrollo y economía; sin embargo se mira a menudo como un tema que solo se dirige, y trata primariamente, a la desigualdad de género. Como los varones y las mujeres experimentan la pobreza de modo diferente, tienen prioridades distintas sobre la reducción de la pobreza y les afectan de modo desigual las intervenciones para el desarrollo y las estrategias de reducción de la pobreza. En respuesta al extendido fenómeno conocido como feminización de la pobreza, las políticas que se proponen reducirla han empezado a dirigirse a las mujeres pobres separadamente de los varones pobres. Además de asignar género a la pobreza y a las intervenciones contra ella, una investigación del Banco Mundial ha puesto de manifiesto una correlación entre mayor igualdad de género, mayor reducción de la pobreza y mayor crecimiento económico, sugiriendo que promover la igualdad de género a través de dar poder a las mujeres es una estrategia significativa de reducción de la pobreza.

### Igualdad de género
Abordar la igualdad de género y dar poder a las mujeres son pasos necesarios para superar la pobreza y extender el desarrollo, como establecen el enfoque de desarrollo y capacidades humanas (Amartya Sen) y los Objetivos de Desarrollo del Milenio. Las disparidades en educación, tasa de mortalidad, salud y otros indicadores económicos y sociales cuestan mucha salud y bienestar a los pobres, lo que disminuye la productividad y el potencial para reducir la pobreza. Las limitadas oportunidades de las mujeres en la mayoría de las sociedades restringen su capacidad para mejorar las condiciones económicas y acceder a servicios que aumentarían su bienestar.

#### Centrarse en el género
La idea de colocar las cuestiones de género dentro de las principales de una sociedad (gender mainstreaming) fue adoptada por la Cuarta Conferencia de la ONU sobre las Mujeres como una estrategia global para promover la igualdad de género. Esta conferencia subrayó la necesidad de asegurar que la igualdad de género es un objetivo primordial en todas las áreas de desarrollo social y económico, que incluyen la pobreza y su reducción. Recíprocamente el Banco Mundial también creó objetivos para reducir la pobreza con respecto a los diferentes efectos sobre las mujeres. Una meta importante es la revisión de leyes y prácticas administrativas para asegurar la igualdad de derechos de las mujeres y el acceso a recursos económicos. El propósito subyacente en las políticas de la ONU y el Banco Mundial se dirige al uso de la discusión sobre temas de género en la promoción de la igualdad de género y la reducción de la pobreza.

### Estrategias para dar poder a las mujeres
Se han adoptado y reiterado varias plataformas en muchas organizaciones para dar poder a las mujeres con el objetivo específico de reducir la pobreza. Animarlas a una mayor participación económica y política aumenta su independencia financiera y el gasto social estatal, ambos críticos para sacar a una sociedad de la pobreza.

#### Participación económica
Dar poder económico a las mujeres, o asegurar que hombres y mujeres tienen las mismas oportunidades para generar y gestionar ingresos, es un paso importante para el desarrollo de ellas en el hogar y en la sociedad. Adicionalmente las mujeres desempeñan un importante papel económico en abordad la pobreza que experimentan los niños. Al incrementar la participación femenina en la población activa, las mujeres pueden contribuir más eficazmente al crecimiento económico y la distribución de ingresos, pues tener una fuente de ingresos eleva su estatus social y financiero. Sin embargo, la entrada de las mujeres en el conjunto de asalariados no supone necesariamente la reducción de la pobreza; la creación de oportunidades de empleo dignas y el paso de las mujeres de la economía informal a la formal son la clave para la reducción de la pobreza. Otras vías para animar la participación femenina en la población activa son las guarderías, la mejora de la calidad educativa y el fomento del emprendimiento femenino.
La protección de los derechos de propiedad es un elemento clave en dar poder económico a las mujeres y fomentar el crecimiento económico general para ambos sexos. Si se otorga a las mujeres el derecho a poseer tierra legítimamente, se aumenta su poder de negociación, lo que pueden aplicar a sus vidas dentro y fuera del hogar. Este derecho también reduce la brecha de posesiones entre hombres y mujeres, fomentando así la igualdad de género.

#### Participación política
La participación política es apoyada por organizaciones como el FIDA como un pilar de la igualdad de género y el poder de la mujer. El crecimiento económico sostenible requiere que los pobres tengan influencia en las decisiones que afectan a sus vidas. Reforzar específicamente las voces de las mujeres en el proceso político construye independencia social y mayor consideración de los temas de género. El Programa de las Naciones Unidas para el Desarrollo (PNUD) abogó por los siguientes esfuerzos: aumentar el número de mujeres en cargos públicos, reforzar la capacidad de actuación de las asociaciones de mujeres, asegurar una justa protección legal y proporcionarles la misma salud y educación que a los varones. Una representación política justa y la participación permiten a las mujeres presionar a favor de políticas y programas de reducción de la pobreza específicamente femeninos.

## Buenas instituciones
Las instituciones eficaces, no corruptas y sometidas al imperio de la ley elaboran y hacen cumplir buenas leyes que proporcionan seguridad a las propiedades y empresas. Los gobiernos eficientes y justos invierten en los intereses a largo plazo de la nación más que en saquear sus recursos mediante la corrupción. Investigadores de la Universidad de California en Berkeley desarrollaron lo que llamaron una «escala de weberianismo», que mide los aspectos de burocracias y gobiernos que Max Weber describió como más importantes para la autoridad racional y el gobierno eficiente desde hace cien años. La investigación comparada ha hallado que esta escala está correlacionada con índices más altos de desarrollo económico. Con el concepto relacionado de buena gobernanza, los investigadores del Banco Mundial han hallado más o menos lo mismo: los datos de ciento cincuenta países muestran que varias medidas de buen gobierno (como rendición de cuentas, eficacia, imperio de la ley o escasa corrupción) están relacionadas con mayores índices de desarrollo económico.
El dinero de la ayuda y los recursos naturales es a menudo desviado a manos privadas y luego enviado a bancos extranjeros como resultado de la malversación. Si los bancos occidentales rechazaran el dinero robado, dice un informe de la ONG Global Witness, la gente normal se beneficiaría «de una manera que los flujos de ayuda nunca conseguirán». El informe pedía mayor regulación de los bancos, ya que se han mostrado capaces de ahogar el flujo de capitales ligado al terrorismo, el lavado de dinero o la evasión de impuestos.
Algunos, como el filósofo Thomas Pogge reclaman una organización global que pueda gestionar algún tipo de dividendo de los recursos mundiales, que con el tiempo podría evolucionar en complejidad.
Los ejemplos de una buena gobernanza que lleva al desarrollo económico y la reducción de la pobreza incluyen Tailandia, Taiwán, Malasia, Corea del Sur y Vietnam, que tienden a tener gobiernos fuertes, llamados «estados duros» o «estados desarrollistas» (developmental states). Estos «estados duros» tienen el deseo y la autoridad para crear y mantener políticas (en general, de planificación centralizada) que conducen al desarrollo a largo plazo a todos sus ciudadanos, no solo los ricos. Se regula a las multinacionales para que sigan estándares razonables de salarios, costes laborales, pago de impuestos y reinversión de una parte de los beneficios en el país donde se han obtenido.
El Programa de las Naciones Unidas para el Desarrollo publicó un informe en abril del año 2000 que se enfocaba en la buena gobernanza en países pobres como clave para conseguir el desarrollo económico y vencer los intereses egoístas de las elites adineradas que a menudo se encuentran detrás de las políticas estatales. Este informe concluía que «sin buena gobernanza, la confianza en la economía de las migajas y un conjunto de otras estrategias no funcionarán» (la expresión inglesa trickle-down economics, que posee página en la Wikipedia en inglés, significa literalmente «economía de goteo», pero se suele traducir al español por «migajas», aludiendo a las que, metafóricamente, caen de la mesa donde los ricos se dan un banquete a los pobres congregados alrededor). Pese a la promesa de este informe subsisten varias cuestiones: ¿De dónde viene la buena gobernanza? ¿Cómo se puede conseguir? El análisis comparativo del sociólogo Harold Kerbo sugiere que amplias fuerzas históricas han conformado la probabilidad de buena gobernanza. Las antiguas civilizaciones con organizaciones de gobierno más desarrollada antes del colonialismo, así como la responsabilidad de las elites, han ayudado a crear estados fuertes con los medios y eficiencia necesarios para llevar a cabo hoy políticas de desarrollo. Por otra parte, los estados fuertes no son siempre las maneras de organización política que más conducen al desarrollo. Otros factores históricos, especialmente las experiencias del colonialismo para cada país, han intervenido para hacer un estado fuerte o una buena gobernanza menos probables para algunos países, particularmente en África. Otro factor importante que se ha hallado afecta a la calidad de las instituciones y la gobernanza ha sido el patrón de colonización (cómo se llevó a cabo) e incluso la identidad del poder colonial. Los organismos internacionales pueden promover la buena gobernanza a través de políticas de intervención en países pobres, como se indica para unas pocas naciones africanas, pero el análisis comparativo sugiere que puede ser mucho más difícil de alcanzar en la mayoría de los países pobres del mundo.

## Otros enfoques

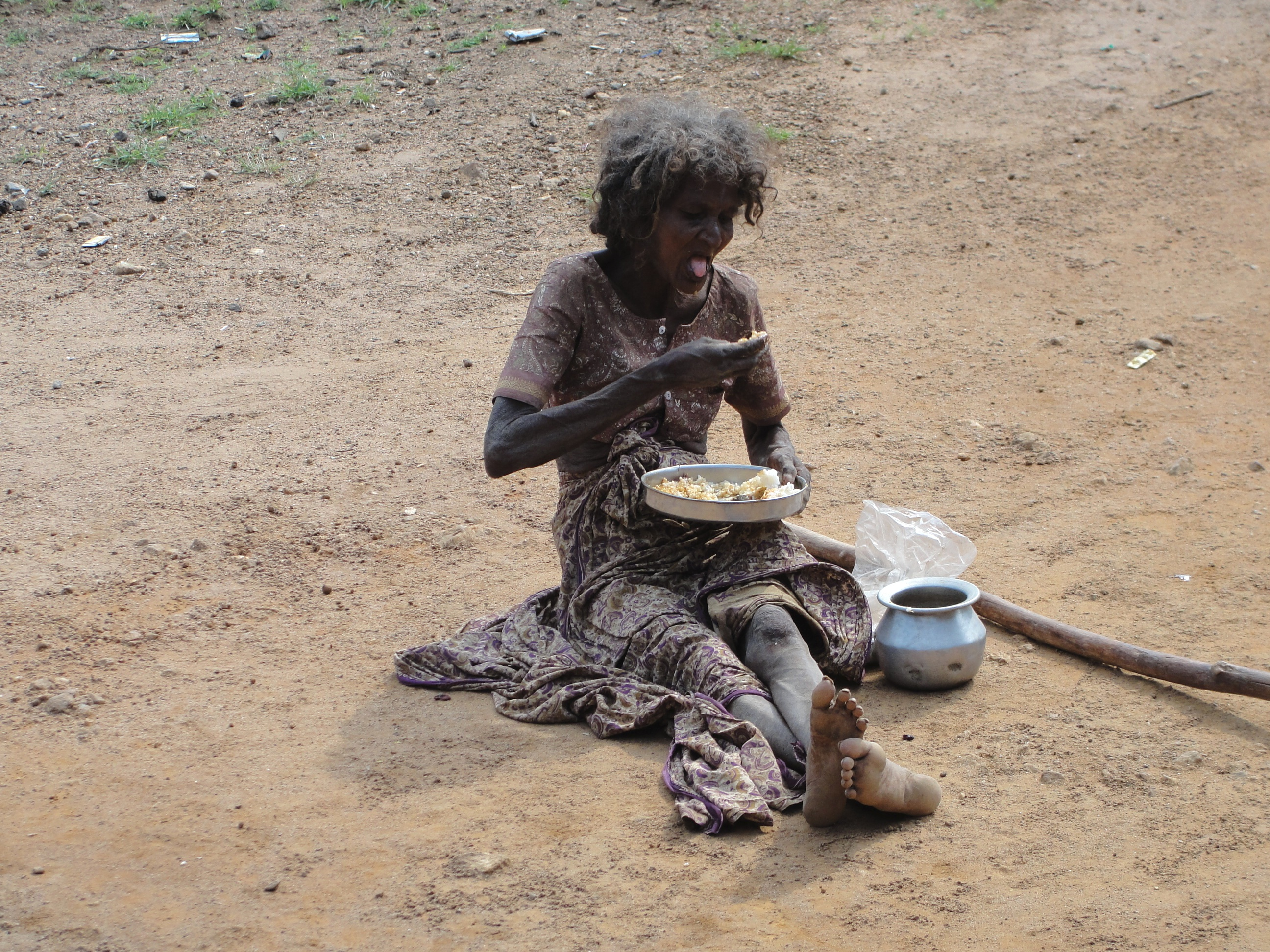
Una mujer pobre en la India

Otro enfoque que se ha propuesto para aliviar la pobreza es el comercio justo, que aboga por pagar el precio de un bien (por ejemplo, café) por encima del mercado a cambio de que se respeten estándares laborales y medioambientales dignos en la cadena de producción de ese bien. La eficacia de este enfoque para reducir la pobreza es objeto de controversia.
El economista comunitario y monetario Thomas H. Greco, Jr., arguye que la corriente principal de la economía mundial, con su moneda basada en la deuda, ha conformado incentivos estructurales que crean pobreza manteniendo escaso el dinero. Greco señala al éxito de los modernos clubes de trueque e históricas monedas locales como el Experimento Wörgl (Austria, 1932), en revitalizar economías locales estancadas. Reclama la creación de moneda local como medio para reducir o eliminar la pobreza.
El dólar de Toronto es un ejemplo de moneda local orientada hacia la reducción de la pobreza. Estos dólares son primero vendidos y luego canjeados de tal forma que recaudan fondos para subvencionar a organizaciones caritativas locales, primordialmente orientadas hacia la reducción de la pobreza. El dólar de Toronto también proporciona un medio para crear un incentivo al trabajo de los receptores de subsidios: pueden ser dados como regalo a estos receptores si trabajan voluntariamente para organizaciones caritativas y no lucrativas. Como estos regalos no son ingresos, no impiden a estos receptores seguir percibiendo subsidios.
Algunos defienden un cambio económico radical en el sistema. Hay varias propuestas fundamentales para reestructurar las relaciones económicas existentes, y muchos de sus partidarios sostienen que sus ideas reducirían la pobreza o la eliminarían completamente si se llevaran a la práctica. Estas propuestas han provenido de grupos tanto de derechas como de izquierdas: socialismo, comunismo, anarquismo, libertarismo, economía binaria (basada en créditos sin interés de los bancos centrales a cooperativas de trabajadores) y economía participativa, entre otros.
La desigualdad se puede reducir mediante la progresividad impositiva.
Existe también un intento de acabar con la pobreza mediante una modificación legal que establecería la ausencia de pobreza como un derecho humano.
El FMI y sus países miembros han elaborado documentos con estrategias de reducción de la pobreza.
En su libro El fin de la pobreza, el economista experto en desarrollo Jeffrey Sachs traza un plan para erradicar la pobreza mundial en 2025. Siguiendo sus recomendaciones, organizaciones internacionales como Red de Solidaridad Mundial Archivado el 20 de mayo de 2007 en Wayback Machine. trabajan mundialmente para erradicar la pobreza con intervenciones en vivienda, alimentación, educación, salud básica, suministros agrícolas, agua potable, transporte y comunicaciones.
La Campaña para los Derechos Humanos Económicos de los Pobres es el nombre que ha elegido una coalición de organizaciones norteamericanas apegadas al terreno. Esta coalición trabaja para asegurar que todo el mundo quede libre de la pobreza mediante la autoorganización de los pobres. Cree que un marco de derechos humanos, basado en la dignidad inherente y el valor de todas las personas, es el mejor medio de organizar una solución política a la pobreza. Ha organizado numerosas manifestaciones y lleva una universidad virtual contra la pobreza, la Universidad de los Pobres, que pretende formar a líderes para que acaben con la pobreza.
Otro enfoque para reducir la pobreza es Norplant, un implante hormonal anticonceptivo aprobado por Estados Unidos el 10 de diciembre de 1990. Norplant impide los embarazos durante cinco años liberando al torrente sanguíneo una baja dosis de la hormona levonorgestrel. En un artículo de Philadelphia Inquirer titulado «Pobreza y Norplant: ¿puede la contracepción reducir la clase baja?», el editor Donald Kimelman proponía Norplant como solución a la pobreza urbana, argumentando que «la razón principal por la que los niños negros viven en la pobreza es que la gente que tiene más hijos es la menos capaz de mantenerlos». Kimelman sostenía en este artículo: «es muy duro deshacer el daño de nacer en una familia disfuncional. Así que ¿por qué no hacer un gran esfuerzo para reducir el número de niños, de cualquier raza, nacidos en esas circunstancias?». De acuerdo con el libro de Dorothy Roberts Matando al cuerpo negro: raza, reproducción y el significado de la libertad, a los dos años de aprobarse el Norplant trece parlamentos estatales de los Estados Unidos habían propuesto unas veinte medidas para implantárselo a mujeres pobres y un número de ellas presionaban a las mujeres que recibían subvenciones para usar el dispositivo, ya fuera exigiéndolo como condición para recibir estas subvenciones, ya ofreciéndoles un incentivo económico. Todos los estados pusieron Norplant gratuitamente a disposición de las mujeres a través de Medicaid u otras formas de asistencia pública. También a chicas adolescentes a través de programas en los centros de enseñanza que presentaban a Norplant como la opción más razonable. También se hicieron esfuerzos para proporcionar Norplant a mujeres sin Medicaid. Como enfatizó Roberts, «El gobernador de California, Pete Wilson, asignó un extra de cinco millones de dólares para reembolsar Norplant a clínicas financiadas por el estado cuando el implante se hiciera a mujeres sin cobertura Medicaid o Medi-Cal».

### Adaptación al cambio climático
Se espera que continúe el incremento de acontecimientos meteorológicos extremos, ligado al cambio climático y originador de desastres. Estos desastres son una causa mayor de empobrecimiento y pueden revertir el progreso hacia la reducción de la pobreza.
Se predice que, hacia 2030, trescientos veinticinco millones más de personas extremadamente pobres vivirán en los cuarenta y nueve países más expuestos a los peligros climáticos. La mayor parte de ellos están situados en el Sur de Asia y el África subsahariana.
Investigadores de un laboratorio de ideas líder, el Instituto de Desarrollo de Ultramar, sugieren que deberían hacerse esfuerzos mucho mayores para coordinar e integrar las estrategias de reducción de la pobreza con la adaptación al cambio climático. Sostienen estos investigadores que actualmente estos dos asuntos se abordan en paralelo, porque la mayor parte de estrategias de reducción de la pobreza no tienen en cuenta para nada el cambio climático. De forma análoga, los programas nacionales de adaptación y acción no abordan directamente la reducción de la pobreza. Los vínculos más fuertes adaptación-pobreza se encontraron en los programas nacionales de los países menos desarrollados del África subsahariana.

### Bicicletas

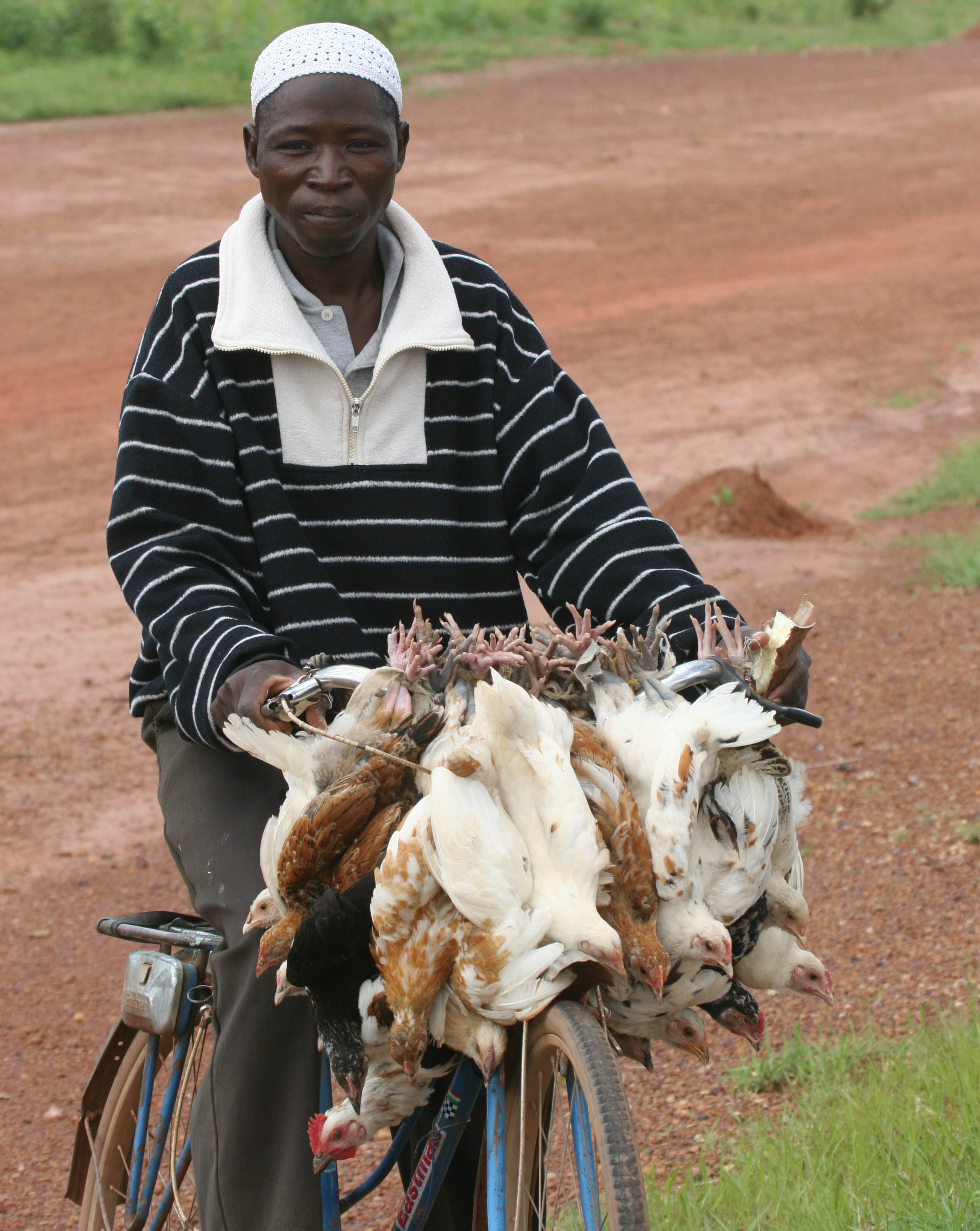
Un hombre transporta pollos en bicicleta, Uagadugú, Burkina Faso

Los experimentos hechos en África (Uganda y Tanzania) y Sri Lanka en centenares de hogares han mostrado que una bicicleta puede incrementar los ingresos de una familia pobre hasta el 35 %. El transporte, si se efectúa un análisis coste-beneficio en el alivio de la pobreza rural, ha obtenido uno de los mejores retornos a este respecto. Por ejemplo, las inversiones en carreteras en la India resultaron pasmosamente de tres a diez veces más eficaces que casi todas las otras inversiones y subsidios en economía rural en la década de 1990. Lo que consigue una carretera a nivel macro para incrementar el transporte lo apoya la bicicleta a nivel micro. La bicicleta, en ese sentido, puede ser uno de los mejores medios para erradicar la pobreza en las naciones pobres.

### Objetivos de Desarrollo del Milenio (ODM)
El primero de los Objetivos de Desarrollo del Milenio es erradicar la pobreza extrema y el hambre. Además de enfoques más amplios, el Informe Jeffrey Sachs para el Proyecto del Milenio de la ONU propone una serie de «ganancias rápidas», atajos identificados por expertos en desarrollo que costarían relativamente poco, pero que disminuirían sustancialmente la pobreza en el mundo. Estos atajos son:
- Acceso a información sobre enfermedades de transmisión sexual y salud reproductiva.
- Acciones contra la violencia doméstica.
- Nombramiento de asesores científicos del Gobierno en cada país.
- Desparasitante para los niños en edad escolar en áreas afectadas.
- Medicamentos contra el sida, la tuberculosis y la malaria.
- Eliminación de los cobros por asistir a la escuela.
- Eliminación de los cobros por servicio en la salud básica de los países en desarrollo.
- Comidas gratuitas para los escolares.
- Legislación sobre los derechos de la mujer, incluidos los derechos a la propiedad.
- Plantar árboles
- Proporcionar abonos a los agricultores del África subsahariana.
- Proporcionar mosquiteras.
- Dar acceso a electricidad, agua y saneamiento a poblaciones rurales.
- Apoyar la lactancia materna.
- Formar a las poblaciones rurales en salud comunitaria.
- Mejorar las infraviviendas y dar terrenos para viviendas públicas.

### Iniciativas mundiales para terminar con el hambre y la desnutrición
Una parte importante de la lucha contra la pobreza son los esfuerzos para acabar con el hambre y alcanzar la seguridad alimentaria. En abril de 2012 se firmó la Convención para la Asistencia Alimentaria, el primer acuerdo internacional vinculante sobre ayuda alimentaria. El Consenso de Copenhague recomendaba que los esfuerzos para combatir el hambre y la malnutrición fueran la prioridad de los políticos y filántropos privados que buscaran maximizar la eficacia de la ayuda al desarrollo. Los ponía por delante de otros esfuerzos, como la lucha contra la malaria y el sida.
La principal política global para reducir el hambre y la pobreza ha sido de 2000 a 2015 los Objetivos de Desarrollo del Milenio, en particular el Objetivo 1: erradicar la pobreza extrema y el hambre. En 2015 se aprobaron los Objetivos de Desarrollo Sostenible, que van más allá. El primero de ellos es «poner fin a la pobreza en todas sus formas en todo el mundo» y el segundo, «poner fin al hambre, lograr la seguridad alimentaria y la mejora de la nutrición y promover la agricultura sostenible».
En 2013 Caritas Internationalis lanzó a sus ramas nacionales a una iniciativa para acabar en 2025 con el hambre sistémica. La campaña Una familia humana, comida para todos se centra en aumentar la percepción de esta lacra por parte de la población que no la sufre, mejorar el impacto de los programas de Cáritas y abogar porque la alimentación sea un derecho humano.
La asociación Compact2025, liderada por el Instituto Internacional de Investigación sobre Políticas Alimentarias con la participación de organismos de la ONU, ONG y fundaciones privadas desarrolla y difunde consejos, basados en la experiencia, a políticos y otros decisores, para terminar con el hambre y la malnutrición en los años de 2015 a 2025.
El Instituto Internacional de Investigación sobre Políticas Alimentarias ha lanzado la campaña «Terminar con el hambre» a través de Internet. Mediante vídeos virales en los que famosos muestran su enfado por el gran número de personas hambrientas en el mundo, pretende que más gente sea consciente de esta lacra.
Otra iniciativa centrada en luchar contra el hambre mejorando la alimentación es el movimiento Mejorando la Nutrición (SUN por sus siglas en inglés). Desde que comenzó en 2010, este movimiento —en el que participan Gobiernos, la sociedad civil, la ONU, donantes, empresas e investigadores— publica anualmente un informe sobre los avances en este campo en los cincuenta y siete países que participan.

## Campos del saber que abordan la reducción de la pobreza
- La economía del desarrollo explica el crecimiento económico en los países en desarrollo.
- La macroeconomía estudia economías nacionales completas, mientras que la microeconomía estudia a los participantes individuales en la economía.